# Dinxterveen
 Dinxterveen  is een gehucht in de gemeente Steenwijkerland, in de Nederlandse provincie Overijssel.
Het dorp is gelegen in de Kop van Overijssel ten oosten van Wanneperveen, dicht bij de grens met de provincie Drenthe.
Dinxterveen wordt voor het eerst genoemd in een ongedateerde lijst van inkomsten van het Kapittel van Sint-Pieter te Utrecht die tussen 1298 en 1304 werd geschreven. Dincstadincvene moest jaarlijks 2 potten honing betalen.